# سفيان جبر
سفيان جبر إعلامي وصحفي سوري من قرية كفر حارب في الجولان السوري المحتل عمل مذيعا في إذاعة وتلفزيون دمشق منذ عام 1977. تتلمذ على يد فؤاد شحادة، ويحيى الشهابي، وميشيل قوشقجي، وطالب يعقوب ومحمد حوراني، واللغوي الكبير حسن البحيري.

## عمله
أعد وقدم في إذاعة دمشق العديد من البرامج منها كلمة وأغنية، سؤال وجواب، كما شارك في برنامج الشريط الطائر، وشارك في تقديم العديد من البرامج مثل البث المباشر، ومعكم على الهواء، وملاعبنا الخضراء. كما قدم في التلفزيون السوري العديد من البرامج، وأعد وقدم مع إبراهيم القاسم البرنامج التلفزيوني مسابقة الأغنية المحلية إلى جانب تقديم نشرات الأخبار.
انتقل للعمل في تلفزيون الشارقة منذ عام 1988 وحتى 1995 وقدم فيه أول نشرة أخبار، كما أعد وقدم برامج عديدة مثل عيادة على الهواء، قضايا وأحكام، ولقاء الأسبوع الذي استضاف من خلاله العديد من كبار الأدباء والشعراء والمفكرين العرب مثل: محمد مهدي الجواهري، ونزار قباني، وعبد الوهاب البياتي، وعبد الله البردوني، وصنع الله إبراهيم، د. يمنى العيد، د.عبد الله عبد الدايم، وفاروق عبد القادر، وألفريد فرج، وسعد الله ونوس، د. عبد القادر القط - و الروائي نبيل سليمان، بالإضافة إلى عدد كبير من المفكرين والصحفيين والسياسين والفنانين العرب.
انتقل للعمل في تلفزيون أبو ظبي منذ عام 1999 حيث أعد وقدم على مدى ثلاث سنوات البرنامج السياسي أصداء على قناة الإمارات كما قام بتدريب جميع كادر المذيعين والمحررين في التلفزيون والإذاعة في أبو ظبي على الإلقاء وعمل المذيع، كما أنه يدرب طلبة الجامعات المحلية الذين يرسلون إلى تلفزيون أبو ظبي للتدرب.'
وشغل مهام رئيس تحرير الأخبار المحلية في قناة الإمارات. ومنذ عام 2012 سجل مستشارا ومدربا إعلاميا لدى شركة تو فور فيفتي فور في أبو ظبي، ويتعاون مع عدة مؤسسات وشركات إعلامية.

## روابط خارجية
مقدمة سفيان جبر للقائه الشاعر الجواهري على يوتيوب
سفيان جبر يحاور الشاعر الكبير نزار قباني على يوتيوب